# Sassetot-le-Malgardé
Sassetot-le-Malgardé là một xã thuộc tỉnh Seine-Maritime trong vùng Normandie miền bắc nước Pháp.

## Dân số
| 1962                                            | 1968 | 1975 | 1982 | 1990 | 1999 | 2006 |
| ----------------------------------------------- | ---- | ---- | ---- | ---- | ---- | ---- |
| 123                                             | 152  | 105  | 98   | 100  | 84   | 86   |
| Starting in 1962: Population without duplicates |      |      |      |      |      |      |